# Jahna

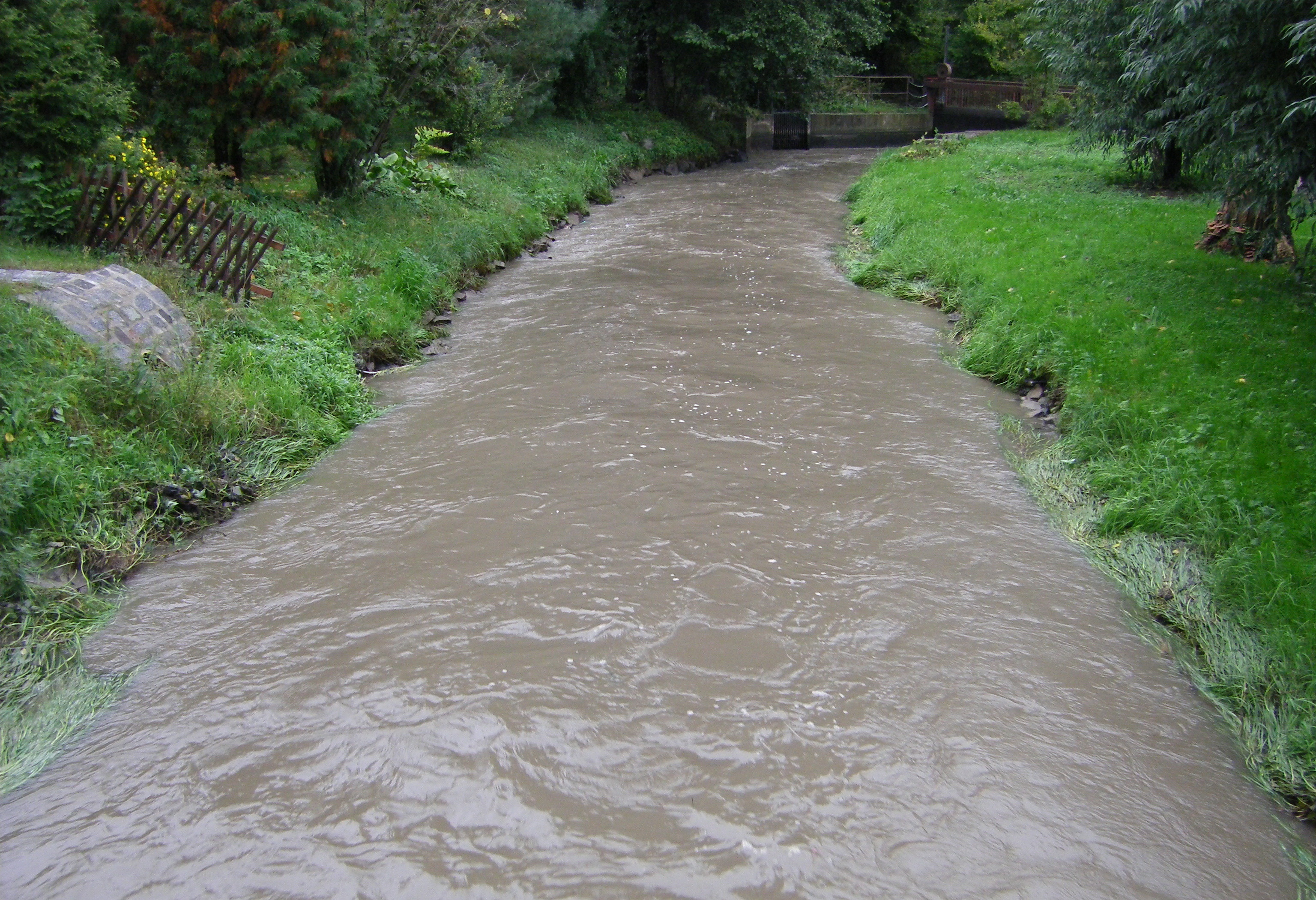
Die Jahna bei Grubnitz

Die Jahna ist ein linker Nebenfluss der Elbe in Sachsen. Sie entspringt bei dem Dorf Präbschütz östlich von Döbeln (weitere Quellen in Kleinmockritz, Prüfern und Großsteinbach), fließt durch Ostrau und mündet schließlich nach ca. 30 km bei Riesa in die Elbe. Das Gewässer ist im Unterlauf stark eutrophiert. Die Ursache dafür ist, dass das gesamte Gebiet der Lommatzscher Pflege die Jahna als Vorfluter für die Abwässer benutzt(e).
Das Jahnatal liegt in dem Landschaftsschutzgebiet Jahnatal (d02) sowie in einem vorgesehenen FFH-Gebiet („Jahnaniederung“, pSCI 4645-301).
Die Jahna, 1012/18 erstmals erwähnt als Gana, war vermutlich namengebend für den alten slawischen Burgwall Gana, der mit den Eroberungsfeldzügen des Königs Heinrich I. im Jahre 929 erstmals urkundlich erwähnt wurde. Die Bewohner hielten dort mit unterlegenen Waffen einen Zeitraum von über 20 Tagen stand. Die alte Burganlage wurden viele Jahre lang in der gesamten Region gesucht und schließlich in der Nähe der Pappmühle in Stauchitz entdeckt. Seit dem Jahr 2003 gilt diese Zuordnung als ziemlich gesichert, doch bereits 1929 feierte man in Jahna die 1000-jährige Geschichte des Ortes, obwohl die Identifizierung des Bodendenkmals damals noch recht unsicher war. An der Eiche in unmittelbarer Nähe zur Dorfkirche St. Gotthart (mit bemerkenswerter gemalter Kastendecke) wurde ein Felsstein abgelegt mit den eingemeißelten Jahreszahlen 929–1929.
Entlang des Flusses Jahna, von der Quelle in Präbschütz, über Mochau, den Stausee Baderitz, Ostrau bis nach Riesa verläuft der ca. 27 Kilometer lange landschaftlich sehr reizvoll gelegene Jahnatal-Radwanderweg.

## Name
Der Bach wird im Jahr 1012/18 (usque ad Ganam fluvium) erstmals urkundlich erwähnt. Der Name leitet sich wahrscheinlich vom germanischen *Ganō ab, das mit dem indogermanischen *gʰan- für 'gähnen, klaffend öffnen' urverwandt ist und sich wohl ursprünglich auf das Gelände bezog.

## Siehe auch

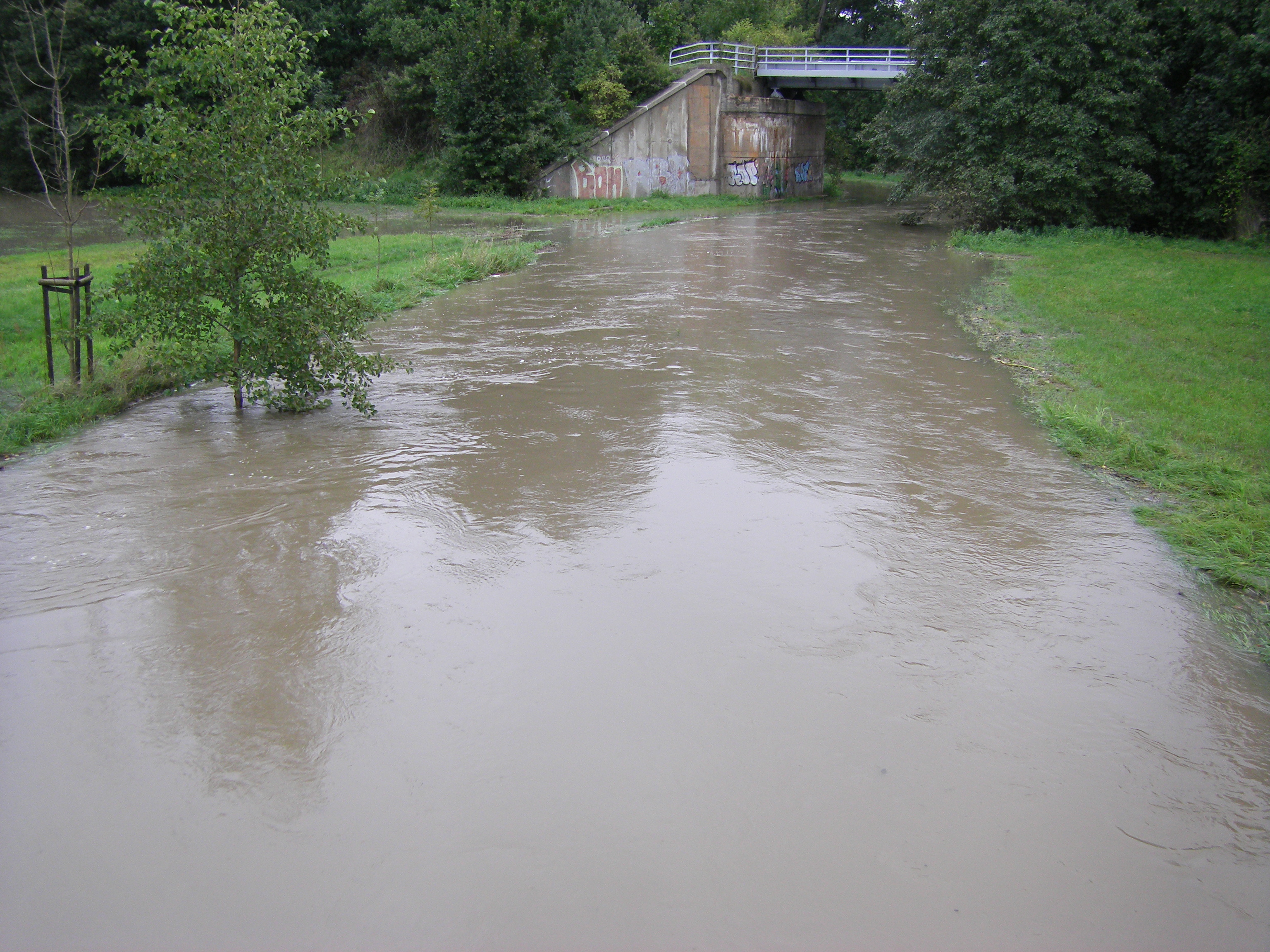
Die Jahna führt Hochwasser